# Jamaica i olympiska sommarspelen 1980
Jamaica deltog med 18 deltagare vid de olympiska sommarspelen 1980 i Moskva. Totalt vann de tre bronsmedaljer.

## Medaljer

### Brons
- Don Quarrie - Friidrott, 100m.
- Merlene Ottey - Friidrott, 200m.
- David Weller - Cykling, 1000m tempolopp.

## Cykling
Herrarnas linjelopp
- Peter Aldridge

Herrarnas tempolopp
- David Weller

## Friidrott
Herrarnas 100 meter
- Don Quarrie
  - Heat — 10,37
  - Kvartsfinal — 10,29
  - Semifinal — 10,55 (→ gick inte vidare)

Herrarnas 800 meter
- Owen Hamilton
  - Heat — 1:49,3
  - Semifinal — 1:47,6 (→ gick inte vidare)

Herrarnas 4 x 400 meter stafett
- Derrick Peynado, Colin Bradford, Ian Stapleton och Bert Cameron
  - Heat — fullföljde inte (→ gick inte vidare)

Herrarnas höjdhopp
- Desmond Morris
  - Kval — 2,10 m (→ gick inte vidare)

Damernas 100 meter
- Rosie Allwood
  - Heat — 11,68
  - Kvartsfinal — 11,69 (→ gick inte vidare)

- Lelieth Hodges
  - Heat — 11,79 (→ gick inte vidare)

Damernas längdhopp
- Dorothy Scott
  - Kval — 5,83 m (→ gick inte vidare, 17:e plats)